# فيكتور باسولكو
فيكتور باسولكو (بالأوكرانية: Пасулько Віктор Васильович)‏، من مواليد 1 يناير 1961 في أوكرانيا، لاعب كرة قدم سوفيتي ومولدوفي سابق.
و قد لعب في أغلب فترات مسيرته الكروية مع نادي كيرنوموريتس أوديسا ونادي سبارتاك موسكو، وقد أنهى مسيرته الكروية في ألمانيا، حيث لعب مع نادي كولن ونادي إنتراخت براونستيوغ.
و قد لعب مع منتخب الاتحاد السوفيتي لكرة القدم 8 مباريات.

## روابط خارجية
- فيكتور باسولكو على موقع قاعدة بيانات كرة القدم.إي يو (الإنجليزية)
- فيكتور باسولكو على موقع ناشيونال فوتبول تيمز (الإنجليزية)
- فيكتور باسولكو على موقع عالم كرة القدم.نت (الإنجليزية)